# Барду
Барду (фр. Bardou) насеље је и општина у југозападној Француској у региону Аквитанија, у департману Дордоња која припада префектури Бержерак.
По подацима из 2011. године у општини је живело 42 становника, а густина насељености је износила 8,82 становника/km². Општина се простире на површини од 4,76 km². Налази се на средњој надморској висини од 175 метара (максималној 181 m, а минималној 124 m).

## Демографија
| 1962. | 1968. | 1975. | 1982. | 1990. | 1999. | 2011. |
| ----- | ----- | ----- | ----- | ----- | ----- | ----- |
| 51    | 54    | 58    | 43    | 36    | 33    | 42    |

График промене броја становника у току последњих година